# 邓萍

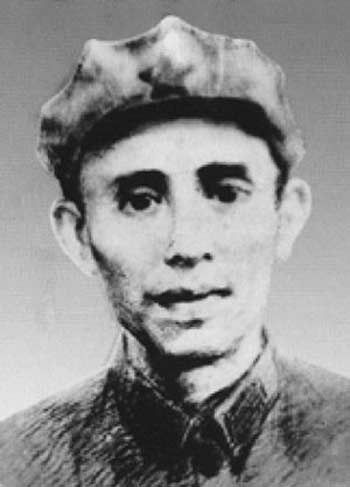
邓萍肖像

邓萍（1908年—1935年），四川省富顺县人，中国工农红军将领，曾任红三军团参谋长。

## 生平
1927年初，19岁，只身从四川来到武汉，考入黄埔军校武汉分校。不久加入了中国共产主义青年团，很快又转为中国共产党党员。1927年冬，受中共湖南省党组织的派遣，到湖南陆军独立第五师（原国民革命军第八军第一师）第一团做士兵运动工作，先后任营部、团部书记官和团副官等职务，发展团长彭德怀加入中共。1928年参与领导了平江起义，并任红五军参谋长兼党委书记。1930年任红三军团参谋长兼第五军军长，参加了长沙战役和中央苏区历次反围剿作战。1935年2月在长征途中，于贵州遵义老鸦山战斗中不幸牺牲。